# Козебродский, Щенсный
Щенсный Эмерик Козебродский герба Болещиц (пол. Szczęsny Emeryk Koziebrodzki; 5 ноября 1826, Зашковичи, Королевство Галиции и Лодомерии — 3 мая 1900, Глебов, Скалат, Королевство Галиции и Лодомерии) — польский помещик, общественно-политический деятель, археолог. Председатель правления Скалатского уездного совета, помещик села Глебов.

## Биография
С 1870 года — посол сейма нескольких каденций от Тернопольского крайса (курия крупной земельной собственности).
В 1876 году Щенсный Козебродский вместе с Адамом Киркором провели археологическое обследование пещеры Вертеба.
С 1878 года — член археологической и антропологической комиссий Академии Знаний в Кракове.
Умер от воспаления легких в родном селе, похоронен 6 мая 1900 в Глебе.

### Семья
В 1855 году вступил в брак с Ольгой Голеевской.
Дети: Тадеуш, Ян, Антоний, Мария Роза, Людвик (23.6.1869-10.11.1928) — посол Галицкого сейма 1913 г., после войн — председатель Львовского округа Польского Красного Креста.